# Liste der Naturdenkmale im Landkreis Wittenberg
Die Liste der Naturdenkmale im Landkreis Wittenberg enthält alle Naturdenkmale des Landkreises Wittenberg, welche durch Rechtsverordnung geschützt sind. Naturdenkmäler sind Einzelschöpfungen der Natur, deren Erhaltung wegen ihrer hervorragenden Schönheit, Seltenheit oder Eigenart oder ihrer ökologischen, wissenschaftlichen, geschichtlichen, volks- oder heimatkundlichen Bedeutung im öffentlichen Interesse liegt.
Es wird zwischen Naturdenkmalen, flächenhaften Naturdenkmalen und Flächennaturdenkmalen unterschieden.

## Erklärung
- Reg.Nr.:  Registriernummer nach veröffentlichter Liste
- Benennung:  Name des Naturdenkmals
- Standort:  nennt die Lage des Naturdenkmals im jeweiligen Ort und gegebenenfalls die Koordinaten des Naturdenkmals
- Jahr:  gibt das Jahr der Unterschutzstellung an
- Bild:  Abbildung des Naturdenkmals

## Naturdenkmale
| Reg.Nr.   | Benennung                                                           | Standort | Jahr | Bild |
| --------- | ------------------------------------------------------------------- | --- | ---- | ---- |
| ND0001WB  | Kaisereiche in Tornau                                               | Tornau, am Reichsapfelweg                                                                                             | 1999 |      |
| ND0008WB  | Neun Eichen in Radis                                                | Radis | 2001 |      |
| ND0009WB  | Linde an der alten Schule in Uthausen                               | Uthausen | 1999 |      |
| ND0010WB  | Linde an der Wittenberger Straße in Bergwitz                        | Bergwitz | 2000 |      |
| ND0011WB  | Lindenallee in Bergwitz                                             | Bergwitz | 2001 |      |
| ND0012WB  | Zwei Linden an der Kirche in Bergwitz                               | Bergwitz | 2002 |      |
| ND0013WB  | 2 Eichen an der Lindenstraße in Bergwitz                            | Bergwitz | 2000 |      |
| ND0015WB  | Kaiser-Wilhelm-Eiche in Rotta                                       | Rotta | 1999 |      |
| ND0016WB  | Eiche am Kriegerdenkmal in Reuden                                   | Rotta | 1999 |      |
| ND0017WB  | Kiefer auf dem Schulberg in Gniest                                  | Rotta | 2002 |      |
| ND0018WB  | Eiche am Kirchplatz in Gräfenhainichen                              | Gräfenhainichen, Stadt                                                                                                | 1999 |      |
| ND0019WB  | Eiche am alten Bahnübergang nach Schköna in Gräfenhainichen         | Gräfenhainichen, Stadt                                                                                                | 1999 |      |
| ND0020WB  | Eiche in der W.-Pieck-Straße in Gräfenhainichen                     | Gräfenhainichen, Stadt                                                                                                | 1999 |      |
| ND0021WB  | Eiche am Bahnhofsvorplatz in Gräfenhainichen                        | Gräfenhainichen, Stadt                                                                                                | 1999 |      |
| ND0022WB  | Linde auf dem Boulevard in Gräfenhainichen                          | Gräfenhainichen, Stadt                                                                                                | 2002 |      |
| ND0023WB  | Findling – Teufelsstein bei Schköna                                 | Schköna | 1999 |      |
| ND0024WB  | Findling – Lutherstein an der B2 in der Gemarkung Tornau            | Tornau | 1999 |      |
| ND0025WB  | Findling                                                            | Gräfenhainichen, Stadt                                                                                                | 1986 |      |
| ND0026WB  | Findling auf dem Sportplatz in Bergwitz                             | Bergwitz | 1999 |      |
| ND0027WB  | 12 Kastanien am Bahnhof in Bergwitz                                 | Bergwitz | 2000 |      |
| ND0028WB  | Eiche am Rothehaus bei Möhlau                                       | Möhlau | 2001 |      |
| ND0029WB  | Sieben Linden am Rothehaus bei Möhlau                               | Möhlau | 2001 |      |
| ND0031WB  | Drei Linden in der Raguhner Straße in Möhlau                        | Möhlau | 2002 |      |
| ND0034WB  | Friedenseiche in Schköna                                            | Schköna | 1999 |      |
| ND0035WB  | 2 Linden an der Kreuzung Bad Schmiedeberger Str. 1                  | Söllichau, Bad Schmiedeberger Str. 1                                                                                  | 1999 |      |
| ND0036WB  | Eiche am Kriegerdenkmal in Söllichau                                | Söllichau | 1999 |      |
| ND0038WB  | Kastanienallee in Söllichau                                         | Söllichau | 2000 |      |
| ND0039WB  | Linde neben dem Bahnhofsgebäude in Söllichau                        | Söllichau | 1999 |      |
| ND0041WB  | Heimateiche – Glücksburger Heide                                    | Jessen (Elster) | 1997 |      |
| ND0048WB  | Holländische Linde am alten Feuerwehrhaus in Uthausen               | Uthausen | 1999 |      |
| ND0049WB  | Eiche an der alten Schule in Uthausen                               | Uthausen | 1999 |      |
| ND0053WB  | Eiche in der Nähe des Schießstandes                                 | Gräfenhainichen, Stadt                                                                                                | 2002 |      |
| ND0055AZE | Stieleiche in Griesen                                               | Griesen, im Winkel an der Dorfstraße vor Grundstück Nr. 6                                                             | 1986 |      |
| ND0056AZE | Rosskastanie in Griesen                                             | Griesen, an der Dorfstraße vor Grundstück Nr. 10                                                                      | 1986 |      |
| ND0057AZE | Stieleiche in Kakau                                                 | Kakau, auf dem Friedhof                                                                                               | 1986 |      |
| ND0058AZE | Stieleiche in Rehsen                                                | Rehsen, Dorfplatz, Nähe Friedhof                                                                                      | 1986 |      |
| ND0059AZE | Stieleiche Riesigk                                                  | Riesigk, am Dorfteich                                                                                                 | 1986 |      |
| ND0061AZE | 7 Zürgelbäume in Wörlitz                                            | Wörlitz, im Garten der Gaststätte "Grüner Baum"                                                                       | 1986 |      |
| ND0062AZE | Rosskastanie und Sommerlinde in Wörlitz                             | Wörlitz, vor dem Parkhotel                                                                                            | 1986 |      |
| ND0064WB  | Eiche am Ausreißerteich                                             | auf dem Abschlussdamm des Ausreißerteiches in der Dübener Heide                                                       | 2002 |      |
| ND0066AZE | Findling Saustein                                                   | nordöstlich Serno | 1979 |      |
| ND0066WB  | Eiche in Euper                                                      | am Kriegerdenkmal in der Gemeinde Abtsdorf OT Euper                                                                   | 2002 |      |
| ND0067WB  | Eiche in Kropstädt OT Köpnick                                       | Ortsausgang des OT Köpnick der Gemeinde Kropstädt an der K 2012 in Richtung B 2                                       | 2002 |      |
| ND0068WB  | Eiche in Mochau OT Thießen                                          | am Anger des OT Thießen der Gemeinde Mochau                                                                           | 2002 |      |
| ND0069WB  | Eiche an der Kanzel in Wartenburg                                   | Ortsausgang Wartenburg hinter dem Sportplatz an der Waldkante                                                         | 2002 |      |
| ND0070WB  | Maulbeerbaum in Leetza                                              | Leetza am Buswartehäuschen                                                                                            | 2002 |      |
| ND0071WB  | Kastanie am Mailandsberg in Wittenberg                              | Mailandsberg an der B 2 in Lutherstadt Wittenberg                                                                     | 2002 |      |
| ND0072AZE | Stieleiche bei Möllensdorf                                          | südwestlich Möllensdorf                                                                                               | 1979 |      |
| ND0072WB  | Kastanie am „Golmer Weinberg“                                       | am Hotel „Golmer Weinberg“ in der Nähe der Stadt Pretzsch                                                             | 2002 |      |
| ND0073WB  | Friedenseiche – Arnsdorf                                            | auf dem Dorfanger der Gemeinde Arnsdorf zwischen Kriegerdenkmal und Dorfkirche                                        | 1998 |      |
| ND0074AZE | Stieleiche in Thießen                                               | an der Straße Thießen – Hundeluft                                                                                     | 1980 |      |
| ND0074WB  | Zwillingseiche auf der Hirtenwiese                                  | am Rand der Ostseite der Hirtenwiese im Landschaftsschutzgebiet Arnsdorfer-Jessener-Schweinitzer-Berge                | 1998 |      |
| ND0075AZE | Stieleiche in Pülzig                                                | Pülzig, Dorfplatz | 1980 |      |
| ND0075WB  | Weißdorn Rade                                                       | auf einer ortsnahen landwirtschaftlich genutzten Wiese westlich der Ortslage Rade                                     | 1998 |      |
| ND0076WB  | Friedenseiche – Axien                                               | Dorfmitte der Gemeinde Axien vor der Gaststätte „Zur Friedenseiche“                                                   | 1998 |      |
| ND0077AZE | Lindenallee in Hundeluft                                            | Hundeluft | 1979 |      |
| ND0077WB  | Ulme Reicho                                                         | am Feldweg zwischen Reicho und Buschkuhnsdorf                                                                         | 1998 |      |
| ND0078WB  | Wildbirne in der Annaburger Heide                                   | in der Annaburger Heide südwestlich der Schwarzen Elster zwischen Arnsnesta und Premsendorf                           | 1998 |      |
| ND0079WB  | Wildbirne am Waldrand bei Lebien                                    | am Waldsaum südöstlich der Ortslage Lebien                                                                            | 1998 |      |
| ND0081WB  | Linde am Kriegerdenkmal in Hohenlubast                              | Schköna | 1999 |      |
| ND0082WB  | Linde vor dem Pfarrhaus in Söllichau                                | Söllichau | 1999 |      |
| ND0083WB  | Eiche vor der Bahnhofsgaststätte in Gräfenhainichen                 | Gräfenhainichen | 1999 |      |
| ND0084WB  | Eiche (1) am Bahnsteig in Gräfenhainichen                           | Gräfenhainichen | 1999 |      |
| ND0085WB  | Eiche (2) am Bahnsteig in Gräfenhainichen                           | Gräfenhainichen | 1999 |      |
| ND0086WB  | Bergahorn am Bahnsteig in Gräfenhainichen                           | Gräfenhainichen | 1999 |      |
| ND0087WB  | Lindengruppe (6) an der Hauptstraße vor dem Kulturhaus in Söllichau | Söllichau | 1999 |      |
| ND0088WB  | Kastanie an der Hauptstraße neben dem Buswartehäuschen in Söllichau | Söllichau | 1999 |      |
| ND0089WB  | Kastaniengruppe (3) am Kriegerdenkmal in Söllichau                  | Söllichau | 1999 |      |
| ND0090WB  | Märchenpappel bei Apollensdorf                                      | südlich des OT Apollensdorf der Stadt Wittenberg direkt an der Elbe                                                   | 2000 |      |
| ND0091WB  | Robinienallee in Mark Friedersdorf                                  | beidseitig der K 2315 zwischen dem Ortsteil Mark Friedersdorf der Gemeinde Naundorf bei Seyda                         | 2001 |      |
| ND0092WB  | Wachsdorfer Allee                                                   | beidseitig der K 2109 zwischen dem Ortsteil Wachsdorf der Stadt Wittenberg und der Kreuzung der K 2109 mit der K 2020 | 2001 |      |
| ND0093WB  | Birnenbaum in Rahnsdorf                                             | in einem Garten neben dem Friedhof in Rahnsdorf                                                                       | 2002 |      |
| ND0094WB  | Wildbirne in Ateritz                                                | Ortsausgang Ateritz Richtung Lubast unmittelbar an der K 2120                                                         | 2002 |      |
| ND0095WB  | Pfaffenhütchenbaum im Wittenberger Luch                             | Wittenberg, in der Elbaue zwischen Wittenberg und Mühlanger nahe der Elbe                                             | 2002 |      |
| ND0096WB  | Ulme an der Hohndorfer Rinne                                        | Mühlanger, an der Uferböschung der Hohndorfer Rinne                                                                   | 2002 |      |
| ND0097WB  | Schwarzpappel Nr. 1 an der Elbe bei Hohndorf                        | Mühlanger, in der Nähe des OT Hohndorf der Gemeinde Mühlanger an der Elbe                                             | 2002 |      |
| ND0098WB  | Schwarzpappel Nr. 2 an der Elbe bei Hohndorf                        | Mühlanger, in der Nähe des OT Hohndorf der Gemeinde Mühlanger an der Elbe                                             | 2002 |      |
| ND0099WB  | Birne an der Hohndorfer Rinne                                       | Mühlanger, in der Elbaue des OT Hohndorf der Gemeinde Mühlanger                                                       | 2002 |      |
| ND00100WB | Ahorn an der Hohndorfer Rinne                                       | Mühlanger, in der Elbaue des OT Hohndorf der Gemeinde Mühlanger                                                       | 2002 |      |
| ND00101WB | Geborstene Eiche am Hafen in Wittenberg                             | in der Wittenberger Elbaue zwischen dem Hafen Wittenberg und der Elbe                                                 | 2002 |      |
| ND00102WB | Mispel im Moosgrund Wittenberg                                      | Wittenberg, westlich des OT Trajuhn                                                                                   | 2002 |      |
| ND00103WB | Eiche an der Hässlermühle Rahnsdorf                                 | vor der Hässlermühle bei Rahnsdorf                                                                                    | 2002 |      |
| ND00104WB | Schwarzkiefer auf dem Friedhof in Zahna                             | Friedhof in Zahna | 2002 |      |
| ND00105WB | Baumgruppe bei Kropstädt                                            | nördlich des Schlossparks Kropstädt auf einer landwirtschaftlich genutzten Fläche                                     | 2002 |      |
| ND00106WB | Dorflinde am Kirchhof Braunsdorf                                    | Kirchhof von Braunsdorf (OT Reinsdorf der Stadt Wittenberg)                                                           | 2003 |      |
| ND00107WB | Birnenbaum bei Grabo                                                | an einem landwirtschaftlichen Weg zwischen Grabo und Gerbisbach                                                       | 2003 |      |
| ND00108WB | Eiche an der Neumühle Pretzsch                                      | westlich der Stadt Pretzsch an der Neumühle                                                                           | 2002 |      |
| ND00109WB | Baumgruppe auf der Wilhelmshöhe bei Reinharz                        | südlich des Reinharzer Schlossparks                                                                                   | 2002 |      |
| ND00113WB | Birnenbaum in Hohndorf                                              | am südlichen Ortsrand des OT Hohndorf der Stadt Prettin                                                               | 2003 |      |
| ND00114WB | Birnenbaum bei Prettin                                              | am nordöstlichen Stadtrand von Prettin                                                                                | 2003 |      |
| ND00115WB | Eibe im Garten der Lichtenburg in Prettin                           | Schlosspark der Lichtenburg der Stadt Prettin                                                                         | 2003 |      |
| ND00116WB | Birnenbaum bei Bethau                                               | Bethau | 2003 |      |
| ND00117WB | Eiche in Plossig                                                    | an der Bushaltestelle in der Dorfstraße der Gemeinde Plossig                                                          | 2003 |      |
| ND00118WB | Kopfweide bei Battin                                                | an der Zufahrt von Battin (landw. Weg) zur Agrargesellschaft mbH Battin (Milchviehanlage)                             | 2003 |      |
| ND00119WB | Weide bei der Gerbismühle                                           | in der Nähe der Gerbismühle an einem Feldweg                                                                          | 2003 |      |
| ND00120WB | Eiche in Gerbisbach                                                 | auf dem Dorfanger der Gemeinde Gerbisbach                                                                             | 2003 |      |
| ND00121WB | Gespensterlinde bei Steinsdorf                                      | an der K2222 zwischen Steinsdorf und Linda                                                                            | 2003 |      |
| ND00122WB | Zwei Eichen in Klossa                                               | an der Dorfstraße der Gemeinde Klossa                                                                                 | 2003 |      |
| ND00124WB | Zwei Ulmen in Rehain                                                | an der Dorfstraße des OT Rehain der Stadt Jessen                                                                      | 2003 |      |

## Flächenhafte Naturdenkmale
| Reg.Nr.   | Benennung                                                 | Standort                                                | Jahr | Bild |
| --------- | --------------------------------------------------------- | ------------------------------------------------------- | ---- | ---- |
| NDF0004WB | Grundstück Meißner                                        | Bülzig (Lage)                                           | 1998 |      |
| NDF0005WB | Scholiser Weinberg                                        | Meuro 51° 42′ 22,7″ N, 12° 43′ 41,9″ O                  | 1997 |      |
| NDF0006WB | Pechnelkenwiese am Apollensberg                           | Lutherstadt Wittenberg 51° 53′ 0,6″ N, 12° 32′ 3,5″ O   | 2002 |      |
| NDF0008WB | Grenzbach Moschwig                                        | Bad Schmiedeberg 51° 39′ 29,5″ N, 12° 43′ 37,9″ O       | 1991 |      |
| NDF0009WB | Buchholzteich – Gräfenhainichen                           | Gräfenhainichen 51° 43′ 46,6″ N, 12° 29′ 28,7″ O        | 2001 |      |
| NDF0010WB | Am Mühlenbach – Gräfenhainichen                           | Gräfenhainichen 51° 43′ 46,6″ N, 12° 29′ 5,6″ O         | 2001 |      |
| NDF0011WB | Fliethbachtal zwischen Sackwitzer Mühle                   | Kemberg, Meuro 51° 43′ 13,1″ N, 12° 38′ 51,7″ O         | 2004 |      |
| NDF0013WB | Feuchtwiese bei Reinsdorf-Dobien                          | Lutherstadt Wittenberg 51° 54′ 38,5″ N, 12° 37′ 40,4″ O | 2007 |      |
| NDF0014WB | Wiesenquellgebiet Kahle Börne nö. d. Antoniusmühle        | Lutherstadt Wittenberg 51° 53′ 6″ N, 12° 42′ 11,5″ O    | 2007 |      |
| NDF0015WB | Orchideenwiesen nördlich von Schmilkendorf                | Lutherstadt Wittenberg 51° 55′ 46,6″ N, 12° 37′ 3,7″ O  | 2007 |      |
| NDF0016WB | Wiesen am Küchenholzgraben bei Leetza                     | Zahna 51° 52′ 58,8″ N, 12° 47′ 42″ O                    | 2007 |      |
| NDF0017WB | Pfeifengraswiese westlich von Zahna                       | Zahna 51° 55′ 25,5″ N, 12° 46′ 3,7″ O                   | 2008 |      |
| NDF0018WB | Feuchtwiese südlich des Oßnitzbaches bei Zahna            | Zahna 51° 55′ 18,1″ N, 12° 45′ 39,6″ O                  | 2008 |      |
| NDF0019WB | Flachland-Mähwiese nördlich Oßnitzbach bei Zahna          | Zahna 51° 55′ 22,6″ N, 12° 45′ 51,8″ O                  | 2008 |      |
| NDF0020WB | Bruchwälder am Ostufer des Roten Mühlteiches bei Reinharz | Reinharz 51° 42′ 14,8″ N, 12° 40′ 12″ O                 | 2011 |      |
| NDF0021WB | Bruchwälder am Südufer des Roten Mühlteiches b.           | Reinharz 51° 42′ 13″ N, 12° 39′ 45,7″ O                 | 2011 |      |
| NDF0022WB | Trockenrasen auf dem Gollmer bei Pretzsch                 | Pretzsch 51° 43′ 19,2″ N, 12° 45′ 10,1″ O               | 2011 |      |
| NDF0023WB | Drei Feldsölle nordöstlich von Rahnsdorf (1)              | Rahnsdorf 51° 57′ 13,8″ N, 12° 47′ 50″ O                | 2011 |      |
| NDF0023WB | Drei Feldsölle nordöstlich von Rahnsdorf (2)              | Rahnsdorf 51° 57′ 15,8″ N, 12° 47′ 59,2″ O              | 2011 |      |
| NDF0023WB | Drei Feldsölle nordöstlich von Rahnsdorf (3)              | Rahnsdorf 51° 57′ 14,4″ N, 12° 48′ 7,2″ O               | 2011 |      |
| NDF0024WB | Hammer-Luch bei Löben                                     | Rahnsdorf 51° 46′ 5,2″ N, 13° 4′ 43,7″ O                | 2012 |      |
| NDF0025WB | Waldmeister-Buchenwald nördlich von Stackelitz            | Rahnsdorf 52° 1′ 55,2″ N, 12° 22′ 37,2″ O               | 2012 |      |
| NDF0026WB | Erlenbruchwald zwischen Hundeluft und Bräsen              | Rahnsdorf 51° 57′ 58,7″ N, 12° 21′ 35,3″ O              | 2012 |      |

## Flächennaturdenkmale
| Reg.Nr.   | Benennung                                 | Standort                                                | Jahr                   | Bild |
| --------- | ----------------------------------------- | ------------------------------------------------------- | ---------------------- | ---- |
| FND0001WB | Bergwitzsee – Tagebaurestloch             | Rotta 51° 47′ 13,2″ N, 12° 34′ 28,2″ O                  | 1984                   |      |
| FND0002WB | Steinsee mit ca. 25 m breitem Grubenrand  | Uthausen 51° 46′ 18,1″ N, 12° 34′ 7,7″ O                | 1984                   |      |
| FND0003WB | Hirtenwiese                               | Rotta                                                   | 1984                   |      |
| FND0004WB | Löschwasserteich                          | Rotta 51° 44′ 23,6″ N, 12° 35′ 30,8″ O                  | 1984                   |      |
| FND0005WB | Mühlenteich                               | Söllichau 51° 37′ 3,7″ N, 12° 38′ 2,8″ O                | 1990                   |      |
| FND0006WB | Meisters Busch                            | Kemberg, OT Bergwitz                                    | 1990                   |      |
| FND0019WB | Gelbes Loch Löben                         | Annaburg, OT Löben 51° 46′ 2″ N, 13° 4′ 46″ O           | 1965 (2012: NDF0024WB) |      |
| FND0025WB | Dorfteich „Schluft“ (Bleddiner Dorfteich) | Globig-Bleddin 51° 47′ 6,4″ N, 12° 47′ 32,3″ O          | 1976                   |      |
| FND0026WB | Gollmer Berg                              | Pretzsch (Elbe)                                         | 1976 (2011: NDF0022WB) |      |
| FND0027WB | Rotemühlteich (Roter Mühlteich)           | Bad Schmiedeberg                                        | 1976 (2011: NDF0021WB) |      |
| FND0030WB | Durchstich Pratau                         | Lutherstadt Wittenberg 51° 50′ 53,9″ N, 12° 35′ 57,1″ O | 1976                   |      |
| FND0032WB | Friedemanns Teich                         | Zahna                                                   | 1983                   |      |
| FND0033WB | Beers Wiese                               | Zahna 51° 57′ 23,4″ N, 12° 50′ 10,9″ O                  | 1983                   |      |
| FND0034WB | Schwemmpuhl                               | Lutherstadt Wittenberg 51° 54′ 15,8″ N, 12° 33′ 29,9″ O | 1983                   |      |
| FND0035WB | Jagdhüttenteich                           | Tornau 51° 40′ 0,5″ N, 12° 35′ 28″ O                    | 1986                   |      |
| FND0036WB | Waldweiher                                | Tornau 51° 40′ 32,2″ N, 12° 38′ 4,2″ O                  | 1986                   |      |
| FND0037WB | Feldweiher „Röste“                        | Meuro 51° 43′ 13,4″ N, 12° 43′ 43,7″ O                  | 1986                   |      |
| FND0038WB | Torfstich Wolfswinkel                     | Leetza 51° 52′ 50,2″ N, 12° 50′ 58,6″ O                 | 1986                   |      |

## Ehemalige Naturdenkmale
| Reg.Nr.   | Benennung                                     | Standort                                                           | Jahr | Bild |
| --------- | --------------------------------------------- | ------------------------------------------------------------------ | ---- | ---- |
| ND0080WB  | Wildbirne am Biberbach bei dem Heidehof       | am Grahlsgraben in nordwestlicher Richtung vom Wohnplatz Heidehof. | 2001 |      |
| ND00112WB | Eiche an der Straße von Prettin nach Hohndorf | Prettin, Stadt                                                     | 2003 |      |
| ND0051WB  | Silberahorn am E.-Thälmann-Platz in Söllichau | Söllichau, Ernst Thälmann-Platz                                    | 1999 |      |
| ND0014WB  | Esche in der Lindenstraße in Bergwitz         | Bergwitz                                                           | 2002 |      |
| ND0065WB  | Eiche in den Weinbergen Bad Schmiedeberg      | in den Weinbergen Bad Schmiedeberg an der L 128                    | 2002 |      |